# Charles S. Millington

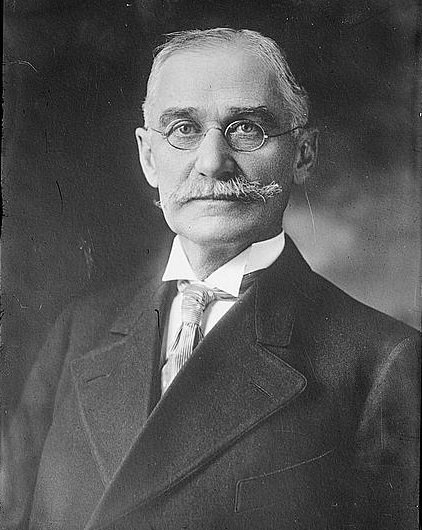
Charles S. Millington

Charles Stephen Millington (* 13. März 1855 in Norway, New York; † 25. Oktober 1913 in Herkimer, New York) war ein US-amerikanischer Politiker. Zwischen 1909 und 1911 vertrat er den Bundesstaat New York im US-Repräsentantenhaus.

## Werdegang
Charles Stephen Millington wurde ungefähr sechs Jahre vor dem Ausbruch des Bürgerkrieges im Herkimer County geboren. Er besuchte Bezirksschulen von Poland, die Fairfield Academy und das Hungerford Collegiate Institute. Dann arbeitete er für die Hungerford National Bank in Adams. Er gründete die Bank of Poland und wurde dort Kassierer. 1894 zog er nach Herkimer, wo er weiterhin im Bankgeschäft tätig war. Politisch gehörte er der Republikanischen Partei an. 1908 nahm er als Delegierter an der Republican National Convention in Chicago teil.
Bei den Kongresswahlen des Jahres 1908 für den 61. Kongress wurde Millington im 27. Wahlbezirk von New York in das US-Repräsentantenhaus in Washington, D.C. gewählt, wo er am 4. März 1909 die Nachfolge von James S. Sherman antrat. Er erlitt bei seiner erneuten Kandidatur 1910 eine Niederlage und schied dann nach dem 3. März 1911 aus dem Kongress aus.
Nach seiner Kongresszeit nahm er in Herkimer seine früheren Bankaktivitäten wieder auf. Präsident William Howard Taft ernannte ihn zum stellvertretenden Bundesschatzmeister, zuständig für das Bundesschatzamt in New York. Seinen Dienst trat er am 12. Mai 1911 an – ein Posten, den er bis zu seinem Tod innehatte. Er verstarb am 25. Oktober 1913 in Herkimer. Seine Leiche wurde dann auf dem Pine Grove Cemetery in Poland beigesetzt.